# Ciutadella de Blaia
La ciutadella de Blaia —Citadelle de Blaye en francès— és un complex militar situat a la comuna francesa de Blaia, a Aquitània, construït al segle xvii, entre els anys 1685 i 1689, per l'arquitecte militar François Ferri, sota supervisió i disseny de Vauban. Forma un ampli recinte fortificat envoltat per muralles, amb tres terraplens i quatre baluards que ocupen un total d'unes 38 hectàrees i va ser pensat com a part del sistema defensiu del port de Bordeus —des del seu emplaçament domina visualment tot l'estuari de la Gironda— complementat pel fort Paté, situat a l'illa homònima, i el fort Médeoc, a la banda oposada de la Gironda.
Des de juliol de 2008 està inscrita com a Patrimoni de la Humanitat per la Unesco sota la denominació «fortificacions de Vauban» i des de maig de 2009 classificada com a monument històric de França.

## Història
Si més no és probable que a l'aflorament rocós que domina la Gironda va ser el lloc on van construir els romans el «castrum de Blavia», no és fins al segle VII que es troba documentada la presència d'un castell pertinença del rei d'Aquitània Caribert II. El segle xii va esdevenir senyor de Blaia Wulgrin Rudel que va fer enderrocar l'edificació merovíngia per construir al seu lloc un altre castell. L'edificació va patir diverses remodelacions al llarg dels segles fins que l'enginyer militar Vauban, per l'encarreg de Lluís XIV de França, va dissenyar una nova fortalesa on va integrar el castell, el segle xvii, com a barrera defensiva contra possibles atacs enemics a la ciutat de Bordeus. Així, la ciutadella va concebuda com la part principal d'una triada defensiva junt amb el fort Paté i el fort Médoc, erigits a la riba oposada de la Gironda. Els treballs de construcció va ser confiats a l'arquitecte François Ferry i van comportar seriosos trasbalsos al traçat urbà medieval; la major part de la ciutat fou destruïda per edificar el complex semicircular seguint el traçat de la forma de la roca i només es van salvar el castell de Rudel, com a llar del governador militar, un parell de cases del segle xiii i dues portes medievals, la de l'Éguillette i la de Liverneuf.

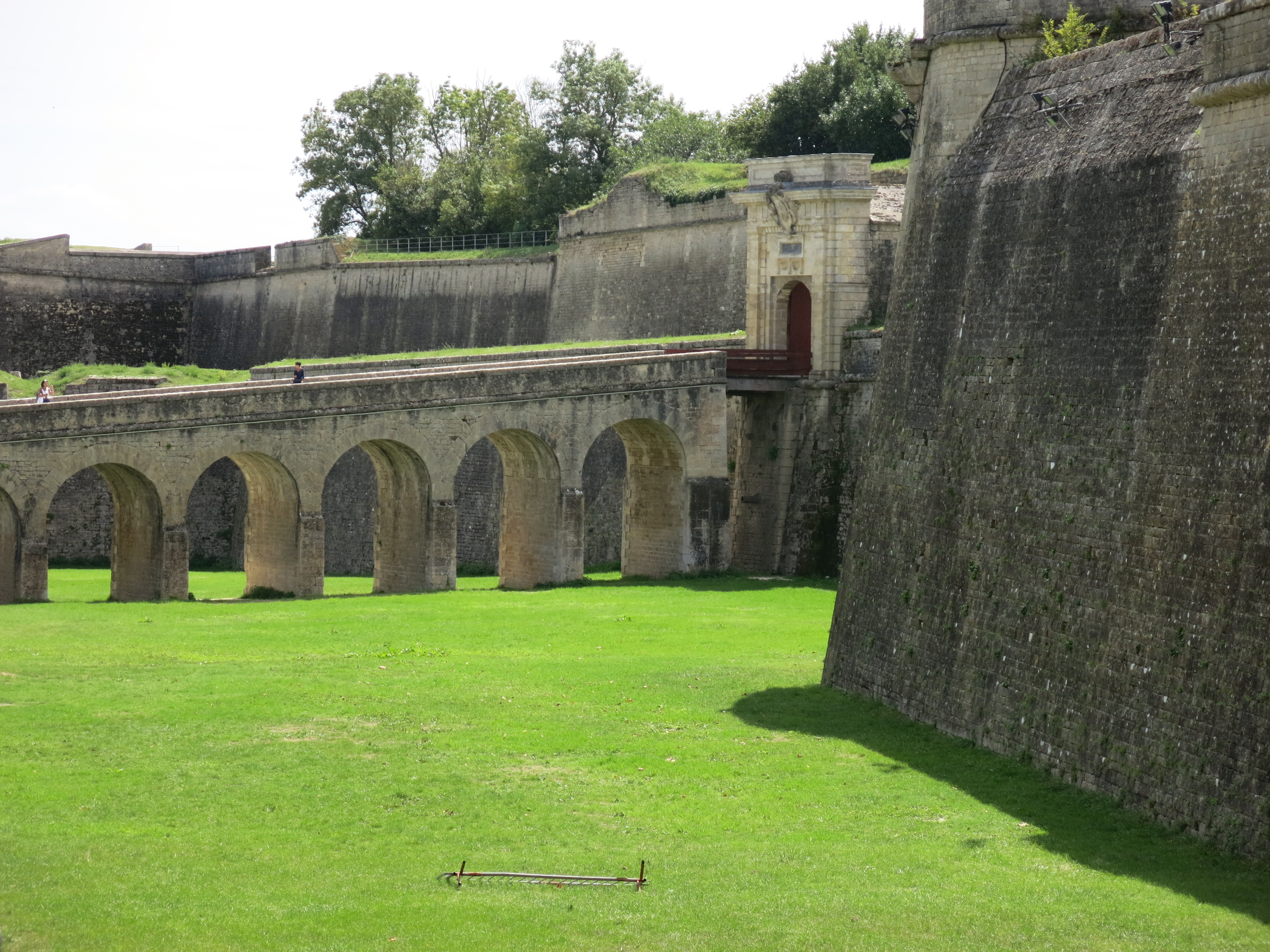
Pont de la porta Reial, sobre el fossar

Va ser sota el Primer Imperi quan la ciutadella va cobrar tota la seva importància estratègica, ja que els vaixells de guerra britànics creuaven regularment davant de la costa d'Aquitània i Charente. No obstant el seu protagonisme a l'època, només va patir un setge el 1814, quan l'imperi ja davallava. Una flota britànica comandada per l'almirall Penrose va prendre posicions a l'illa Paté i durant deu dies, els vaixells britànics van bombardejar amb canons la fortalesa; l'abdicació de l'emperador Napoleó I, i la restauració, amb l'ascens al tron de Lluís XVIII, van posar fi al conflicte. Ja a mitjans del segle xix, arrel el cop d'Estat de Napoleó III i els disturbis que van esdevenir al sud-oest francés, la ciutadella va fer les funcions de presó improvisada d'insurgents que van ser empresonats en els soterranis, on per la manca d'higiene, l'amuntegament i les condicions, aviat es va veure era inadequada i els reclusos van ser deportats a la colònia penal de Caiena o presons d'Algèria.

## Arquitectura

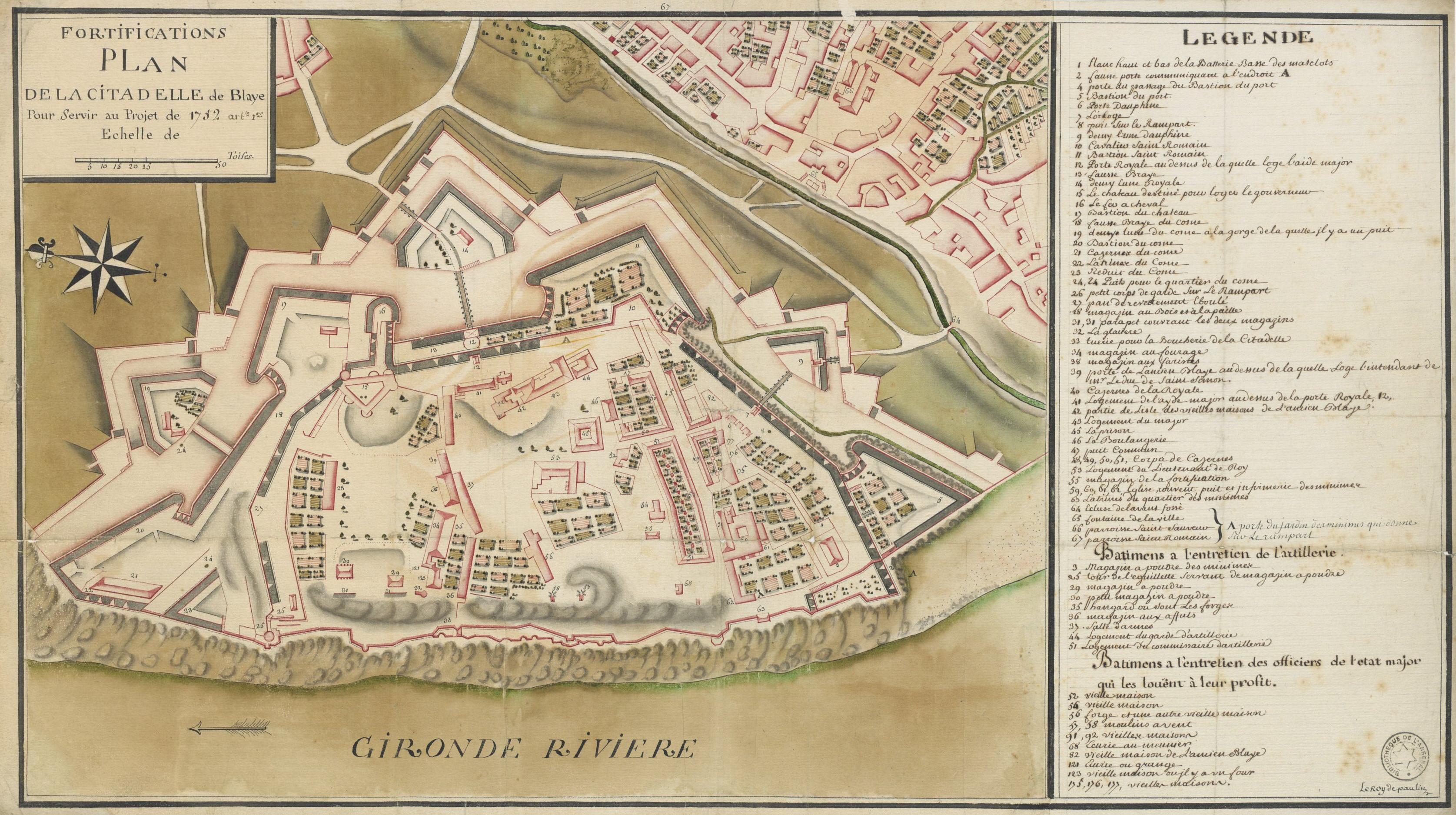
Pla de la ciutadella, cap el 1752

La ciutadella presenta un traçat de semicercle format per un recinte amb quatre baluards i tres mitges llunes, envoltat per fossars i per un terraplè a contraescarpa, i on la paret del penya-segat que domina la Gironda a l'oest reforça encara més la fortificació. Cada bastió fou dissenyat per si calia poder ser protegit contra el foc creuat procedent dels baluards laterals, organització típica de les fortificacions dissenyades per Vauban. Com els parapets, cada bastió està disposat en files escalonades, dissenyats així per proporcionar una protecció en cas d'atac enemic.